# Aplidium convergens
Aplidium convergens is een zakpijpensoort uit de familie van de Polyclinidae. De wetenschappelijke naam van de soort werd in 2006 voor het eerst geldig gepubliceerd door het echtpaar Claude en Françoise  Monniot.